# Wahlkreis Rimini – Riccione
Der Wahlkreis Rimini – Riccione war von 1993 bis 2005 ein Wahlkreis (italienisch collegio elettorale) für die Wahl der Abgeordnetenkammer.

## Wahlkreisgebiet
Der Wahlkreis umfasste 15 Gemeinden, und zwar den Teil der Gemeinde Rimini, der aus Stadtgliederungen Bellariva – Miramare und Ausa – Grotta Rossa – Gagliofana bestand, sowie die Gemeinden Cattolica, Coriano, Gemmano, Misano Adriatico, Mondaino, Monte Colombo, Montefiore Conca, Montegridolfo, Montescudo, Morciano di Romagna, Riccione, Saludecio, San Clemente und San Giovanni in Marignano.

## Wahlergebnisse

### Parlamentswahl 1994

#### Direktstimmen
| Kandidaten               | Kandidaten                       | Parteien                                 | Stimmen | %    |
| ------------------------ | -------------------------------- | ---------------------------------------- | ------- | ---- |
|                          | Gianni Francesco Mattioligewählt | Progressisti                             | 48.939  | 48,8 |
|                          | Marina Maggioli                  | Polo delle Libertà (FI – LN – CCD – UdC) | 24.819  | 24,8 |
|                          | Pietro Pasini                    | Patto per l’Italia                       | 14.868  | 14,8 |
|                          | Giancarlo Bernabè                | Alleanza Nazionale                       | 11.566  | 11,5 |
| Gesamt                   | Gesamt                           | Gesamt                                   | 100.192 | 100  |
|                          |                                  |                                          |         |      |
| Ungültige Stimmen        | Ungültige Stimmen                | Ungültige Stimmen                        | 5.245   | 5,0  |
| Wähler                   | Wähler                           | Wähler                                   | 105.437 | 93,5 |
| Wahlberechtigte          | Wahlberechtigte                  | Wahlberechtigte                          | 112.816 |      |
|                          |                                  |                                          |         |      |
| Quelle: Innenministerium |                                  |                                          |         |      |

#### Listenstimmen
| Parteien                             | Parteien                        | Parteien                           | Stimmen | %    |
| ------------------------------------ | ------------------------------- | ---------------------------------- | ------- | ---- |
|                                      | Progressisti                    | Partito Democratico della Sinistra | 38.243  | 37,6 |
| Partito della Rifondazione Comunista | Progressisti                    | 6.599                              | 6,5     |      |
| Federazione dei Verdi                | Progressisti                    | 3.641                              | 3,6     |      |
| Partito Socialista Italiano          | Progressisti                    | 968                                | 1,0     |      |
| Alleanza Democratica                 | Progressisti                    | 869                                | 0,9     |      |
| La Rete                              | Progressisti                    | 826                                | 0,8     |      |
| ↳ Gesamt                             | Progressisti                    | 51.146                             | 50,2    |      |
|                                      | Polo delle Libertà              | Forza Italia                       | 17.569  | 17,3 |
| Lega Nord                            | Polo delle Libertà              | 4.304                              | 4,2     |      |
| ↳ Gesamt                             | Polo delle Libertà              | 21.873                             | 21,5    |      |
|                                      | Patto per l’Italia              | Partito Popolare Italiano          | 6.841   | 6,7  |
| Patto Segni                          | Patto per l’Italia              | 5.230                              | 5,1     |      |
| ↳ Gesamt                             | Patto per l’Italia              | 12.071                             | 11,9    |      |
|                                      | Alleanza Nazionale              | Alleanza Nazionale                 | 12.064  | 11,9 |
|                                      | Lista Marco Pannella            | Lista Marco Pannella               | 4.093   | 4,0  |
|                                      | Socialdemocrazia per le Libertà | Socialdemocrazia per le Libertà    | 278     | 0,3  |
|                                      | Partito Democratico             | Partito Democratico                | 265     | 0,3  |
| Gesamt                               | Gesamt                          | Gesamt                             | 101.790 | 100  |
|                                      |                                 |                                    |         |      |
| Ungültige Stimmen                    | Ungültige Stimmen               | Ungültige Stimmen                  | 3.649   | 3,5  |
| Wähler                               | Wähler                          | Wähler                             | 105.439 | 93,5 |
| Wahlberechtigte                      | Wahlberechtigte                 | Wahlberechtigte                    | 112.816 |      |
|                                      |                                 |                                    |         |      |
| Quelle: Innenministerium             |                                 |                                    |         |      |

### Parlamentswahl 1996

#### Direktstimmen
| Kandidaten               | Kandidaten                       | Parteien            | Stimmen | %    |
| ------------------------ | -------------------------------- | ------------------- | ------- | ---- |
|                          | Gianni Francesco Mattioligewählt | L’Ulivo             | 56.577  | 56,7 |
|                          | Massimo Ricci                    | Polo per le Libertà | 36.698  | 36,8 |
|                          | Francesco Anemoni                | Lega Nord           | 6.471   | 6,5  |
| Gesamt                   | Gesamt                           | Gesamt              | 99.746  | 100  |
|                          |                                  |                     |         |      |
| Ungültige Stimmen        | Ungültige Stimmen                | Ungültige Stimmen   | 5.110   | 4,9  |
| Wähler                   | Wähler                           | Wähler              | 104.856 | 90,7 |
| Wahlberechtigte          | Wahlberechtigte                  | Wahlberechtigte     | 115.565 |      |
|                          |                                  |                     |         |      |
| Quelle: Innenministerium |                                  |                     |         |      |

#### Listenstimmen
| Parteien                                          | Parteien                             | Parteien                             | Stimmen | %    |
| ------------------------------------------------- | ------------------------------------ | ------------------------------------ | ------- | ---- |
|                                                   | L’Ulivo                              | Partito Democratico della Sinistra   | 35.882  | 35,6 |
| Popolari per Prodi (PPI – SVP – PRI – UD – Prodi) | L’Ulivo                              | 5.424                                | 5,4     |      |
| Federazione dei Verdi                             | L’Ulivo                              | 3.388                                | 3,4     |      |
| Rinnovamento Italiano                             | L’Ulivo                              | 3.346                                | 3,3     |      |
| ↳ Gesamt                                          | L’Ulivo                              | 48.040                               | 47,7    |      |
|                                                   | Polo per le Libertà                  | Forza Italia                         | 16.705  | 16,6 |
| Alleanza Nazionale                                | Polo per le Libertà                  | 14.240                               | 14,1    |      |
| CCD – CDU                                         | Polo per le Libertà                  | 4.844                                | 4,8     |      |
| ↳ Gesamt                                          | Polo per le Libertà                  | 35.789                               | 35,5    |      |
|                                                   | Partito della Rifondazione Comunista | Partito della Rifondazione Comunista | 8.360   | 8,3  |
|                                                   | Lega Nord                            | Lega Nord                            | 5.213   | 5,2  |
|                                                   | Lista Pannella – Sgarbi              | Lista Pannella – Sgarbi              | 2.516   | 2,5  |
|                                                   | Fiamma Tricolore                     | Fiamma Tricolore                     | 490     | 0,5  |
|                                                   | Nuova Democrazia                     | Nuova Democrazia                     | 317     | 0,3  |
| Gesamt                                            | Gesamt                               | Gesamt                               | 100.725 | 100  |
|                                                   |                                      |                                      |         |      |
| Ungültige Stimmen                                 | Ungültige Stimmen                    | Ungültige Stimmen                    | 4.133   | 3,9  |
| Wähler                                            | Wähler                               | Wähler                               | 104.858 | 90,7 |
| Wahlberechtigte                                   | Wahlberechtigte                      | Wahlberechtigte                      | 115.565 |      |
|                                                   |                                      |                                      |         |      |
| Quelle: Innenministerium                          |                                      |                                      |         |      |

### Parlamentswahl 2001

#### Direktstimmen
| Kandidaten               | Kandidaten              | Parteien           | Stimmen | %    |
| ------------------------ | ----------------------- | ------------------ | ------- | ---- |
|                          | Mauro Bulgarelligewählt | L’Ulivo            | 53.049  | 52,7 |
|                          | Mario Garattoni         | Casa delle Libertà | 41.317  | 41,0 |
|                          | Fabio Pellegrini        | Lista Di Pietro    | 4.133   | 4,1  |
|                          | Nadia Battazza          | Democrazia Europea | 2.172   | 2,2  |
| Gesamt                   | Gesamt                  | Gesamt             | 100.671 | 100  |
|                          |                         |                    |         |      |
| Ungültige Stimmen        | Ungültige Stimmen       | Ungültige Stimmen  | 5.037   | 4,8  |
| Wähler                   | Wähler                  | Wähler             | 105.708 | 88,2 |
| Wahlberechtigte          | Wahlberechtigte         | Wahlberechtigte    | 119.790 |      |
|                          |                         |                    |         |      |
| Quelle: Innenministerium |                         |                    |         |      |

#### Listenstimmen
| Parteien                               | Parteien                             | Parteien                             | Stimmen | %    |
| -------------------------------------- | ------------------------------------ | ------------------------------------ | ------- | ---- |
|                                        | L’Ulivo                              | Democratici di Sinistra              | 26.529  | 26,2 |
| La Margherita (Dem – PPI – RI – Udeur) | L’Ulivo                              | 14.469                               | 14,3    |      |
| Il Girasole (FdV – SDI)                | L’Ulivo                              | 2.030                                | 2,0     |      |
| Partito dei Comunisti Italiani         | L’Ulivo                              | 1.649                                | 1,6     |      |
| ↳ Gesamt                               | L’Ulivo                              | 44.677                               | 44,1    |      |
|                                        | Casa delle Libertà                   | Forza Italia                         | 27.435  | 27,1 |
| Alleanza Nazionale                     | Casa delle Libertà                   | 11.062                               | 10,9    |      |
| CCD – CDU                              | Casa delle Libertà                   | 2.202                                | 2,2     |      |
| Lega Nord                              | Casa delle Libertà                   | 1.880                                | 1,9     |      |
| Nuovo PSI                              | Casa delle Libertà                   | 1.124                                | 1,1     |      |
| ↳ Gesamt                               | Casa delle Libertà                   | 43.703                               | 43,1    |      |
|                                        | Partito della Rifondazione Comunista | Partito della Rifondazione Comunista | 5.670   | 5,6  |
|                                        | Lista Di Pietro                      | Lista Di Pietro                      | 3.966   | 3,9  |
|                                        | Lista Emma Bonino                    | Lista Emma Bonino                    | 2.349   | 2,3  |
|                                        | Democrazia Europea                   | Democrazia Europea                   | 854     | 0,8  |
|                                        | Paese Nuovo                          | Paese Nuovo                          | 151     | 0,1  |
|                                        | Abolizione Scorporo                  | Abolizione Scorporo                  | 43      | 0,0  |
| Gesamt                                 | Gesamt                               | Gesamt                               | 101.413 | 100  |
|                                        |                                      |                                      |         |      |
| Ungültige Stimmen                      | Ungültige Stimmen                    | Ungültige Stimmen                    | 4.306   | 4,1  |
| Wähler                                 | Wähler                               | Wähler                               | 105.719 | 88,3 |
| Wahlberechtigte                        | Wahlberechtigte                      | Wahlberechtigte                      | 119.790 |      |
|                                        |                                      |                                      |         |      |
| Quelle: Innenministerium               |                                      |                                      |         |      |